# Hàng không năm 1905
Đây là danh sách các sự kiện hàng không nổi bật xảy ra trong năm 1905:

## Các sự kiện
- Tại Santa Clara, California, Daniel Maloney bay trên không 20 phút bằng một chiếc tàu lượn, sau khi anh ta nhảy khỏi một khí cầu từ độ cao 4.000 ft (1.220 m). Anh ta đã rơi xuống sau khi bay.
- Kỹ sư trực thăng Léger nâng một người lên không theo chiếu thẳng đứng ở Monaco.
- Binh chủng thông tin Quân đội Hoa Kỳ chuyển mọi trường khí cầu đang hoạt động đến Fort Omaha, Nebraska.

### Tháng 4
- 27 tháng 4 - Sapper Moreton khí cầu điều khiển của Quân đội Anh được nâng lên ở độ cao 2.600 ft (792 m) bởi một chiếc diều ở Aldershot dưới sự giáp sát của người thiết kế chiếc diều là Samuel Cody.

### Tháng 6
- 6 tháng 6 - Gabriel Voisin bay dọc theo Sông Seine trên chiếc tàu lượn gắn phao của anh ấy được trang bị một động cơ.
- 23 tháng 6 - Wright Flyer III bay lần đầu tiên.

### Tháng 10
- 5 tháng 10 - Wilbur Wright thực hiện chuyến bay dài 24.2 dặm (38.9 km) trên chiếc Flyer III. Các chuyến bay sau đó gần như kéo dài 39 phút 23 giây ở Đồng cỏ Huffman tại Dayton, Ohio.
- 14 tháng 10 - Fédération Aéronautique Internationale (FAI) được thành lập ở Paris

### Tháng 11
- 30 tháng 11 - Bá tước Ferdinand von Zeppelin cùng khí cầu điều khiển LZ2 bị hư hại khi đang cố gắng điều khiển trong lần bay đầu tiên của nó.

### Tháng 12
- Neil MacDermid được mang lên trên cao ở Canada bằng một chiếc diều hộp lớn có tên gọi là The Siamese Twins, được thiết kế bởi Alexander Graham Bell.